# Gobionellus
Gobionellus is een geslacht van straalvinnige vissen uit de familie van grondels (Gobiidae). Het geslacht is voor het eerst wetenschappelijk beschreven in 1858 door Girard.

## Soorten
- Gobionellus daguae (Eigenmann, 1918)
- Gobionellus liolepis (Meek & Hildebrand, 1928)
- Gobionellus microdon (Gilbert, 1892)
- Gobionellus munizi Vergara, 1978
- Gobionellus occidentalis (Boulenger, 1909)
- Gobionellus oceanicus (Pallas, 1770)
- Gobionellus stomatus Starks, 1913